# (7744) 1986 QA1
A (7744) 1986 QA1 a Naprendszer kisbolygóövében található aszteroida. Henri Debehogne fedezte fel 1986. augusztus 26-án.